# Tillberga distrikt
Tillberga distrikt är ett distrikt i Västerås kommun och Västmanlands län. 
Distriktet ligger nordost om Västerås. 

## Tidigare administrativ tillhörighet
Distriktet inrättades 2016 och utgörs av en del av området Västerås stad omfattade till 1971, delen som före 1967 utgjorde Tillberga socken.
Området motsvarar den omfattning Tillberga församling hade vid årsskiftet 1999/2000.